# 7196 Baroni
A 7196 Baroni (ideiglenes jelöléssel 1994 BF) a Naprendszer kisbolygóövében található aszteroida. Andrea Boattini és Maura Tombelli fedezte fel 1994. január 16-án.